# 小関正彦
小関 正彦（おぜき まさひこ、1958年7月6日 - ）は、日本の国土交通技官。内閣府参事官、近畿地方整備局副局長、国土交通省都市局長などを務めた。退官後、一般財団法人日本ビルヂング経営センター理事長。

## 人物・経歴
栃木県出身。1981年北海道大学農学部卒業、建設省（現国土交通省）入省。大臣官房福祉環境推進室次長、大臣官房技術調査課長、内閣府政策統括官（共生社会政策担当）付参事官（総括担当）等を経て、2011年国土交通省近畿地方整備局副局長。2012年東日本高速道路執行役員。2014年国土交通省都市局長。
2015年三井住友海上火災保険顧問。2016年衆議院議員甘利明事務所が国土交通省の局長に商品券を渡した疑いがあると週刊文春が報じたことを受け、聞き取り調査を受けたが、商品券等を秘書から受領した事実はないと発表された。2018年阪神高速道路取締役兼常務執行役員。2020年日本ビルヂング経営センター理事長。